# Jan Herm Kits
Jan Herm Kits (31 maart 1937) is een Nederlandse evangelist. Hij is de oprichter van stichting Agapè, de Nederlandse tak van Campus Crusade for Christ. Om hem te onderscheiden van zijn vader wordt zijn tweede voornaam vaak voluit genoemd.
Kits is de zoon van Jan Kits sr., een bekende evangelist die later een van de oprichters van de Evangelische Omroep zou worden. Aanvankelijk koos zijn zoon voor een andere richting en besloot een technische opleiding te doen. Op een bijeenkomst van Jong Nederland voor Christus in Doorn besloot hij echter toch voor het christelijk geloof te kiezen. Kits trad in de voetsporen van zijn vader en besloot zich ook actief in te zetten voor de verspreiding van het evangelie van Jezus Christus. Hij was werkzaam op Het Brandpunt, een evangelisch centrum waar zijn vader de leiding had.
Tijdens een evangelisatieactie bij de Olympische Winterspelen in Grenoble in 1968 kwam hij in aanraking met Amerikanen van Campus Crusade for Christ. De Amerikanen vroegen of hij een Nederlandse afdeling wilde opzetten. Hij stemde daarmee in. Eerst bracht hij samen met zijn vrouw Nellie (28 januari 1939 — 1 oktober 2019) een jaar door in de Verenigde Staten. In 1969 werd de Nederlandse afdeling van CCC opgericht, die in 1970 de naam Instituut voor Evangelisatie kreeg. Later zou de naam veranderen in stichting Agapè.
Het echtpaar besloot in Enschede actief te gaan werken onder studenten. Dat kwam doordat Enschede als een van de weinige universiteiten een echte campus had en omdat er geen andere christelijke studentenverenigingen actief waren. De organisatie zelf groeide snel en begon zich ook op andere doelgroepen te richten. Ze introduceerden zogenoemde vriendenkringen: een achterban van vrienden en kennissen voorziet in het levensonderhoud. In 1973 verhuisden ze met hun drie dochtertjes naar Elst (Utrecht) en werd het hoofdkantoor van de organisatie gevestigd in Driebergen.
Kits legde in 1978 het leiderschap van de organisatie neer om zich samen met zijn vrouw meer toe te wijden aan het ontwikkelen van een visie voor gebed voor verschillende Europese landen. Daarom waren ze vooral actief bij de Europese afdeling van Agapè. In dezelfde periode gaf hij ook enige jaren les op de Evangelische Bijbelschool.
Sinds 1992 is het echtpaar betrokken bij Agapè-werkzaamheden in Rusland. Kort na de val van IJzeren Gordijn was er in Rusland veel belangstelling voor het christelijk geloof. Kits begon met een evangelisatiecampagne met een boot langs plaatsen aan de Wolga. In een later stadium hielp hij ook mee met het stichten van nieuwe gemeenten, het geven van relatie- en huwelijkscursussen en het onderwijzen van jonge gelovigen.
Zijn laatste formele activiteit voor stichting Agapè, namelijk het lidmaatschap van de Raad van Toezicht, legde Kits in 2008 neer.